# Der Galeerensträfling
Der Galeerensträfling ist ein zweiteiliger deutscher Spielfilm aus dem Jahre 1919. Unter der Regie von Rochus Gliese spielt Paul Wegener die Haupt- und Titelrolle.

## Handlung
Erster Teil
Colin ist ein robuster, bulliger und wenig skrupelbehafteter Kerl, der schon viel auf dem Kerbholz hat. Für seine Taten ist der Verbrecher und notorische Gefängnisausbrecher nunmehr dazu verurteilt worden, seine Strafe auf der Galeere zu verbüßen. Dort lernt er einen sehr viel filigraneren Mitgefangenen kennen, von allen nur „der Korse“ genannt. Der wurde dazu verdammt, sich auf dem Schiff abzurackern, weil er einen Mord aus Eifersucht begangen hat. Beide komplett unterschiedlichen Männer freunden sich rasch an. Als Colin wieder einmal einen Ausbruch wagt, nimmt er deshalb den Korsen gleich mit. In Paris nimmt Colin seine alten Gewohnheiten auf, verkehrt ausschließlich in Verbrecherkreisen und wird schließlich der Doyen der Unterwelt. Der Korse weicht nicht mehr von seiner Seite und lernt.
Um seinen nächsten Coup in Angriff zu nehmen, baut sich Colin eine zweite, eine „legale“ und „offizielle“ Existenz auf. Er nennt sich nunmehr Vautrin und erschafft sich als Tarnung die Vita eines ehrbaren Kaufmannes. In der Pension von Madame Vanquer mietet er sich ein. Dort lernt er auch den jungen Adeligen Monsieur de Rastignac, ebenfalls Pensionsgast, kennen. Der junge Mann ist in die reizende aber verarmte Victorine de Courbet verliebt. Victorine hat einst ihr ganzes Vermögen verloren, weil ihr schurkischer Stiefbruder Valentin sie betrogen hat. Vautrin alias Colin provoziert daraufhin Valentin, bis dieser in ein Duell einwilligt, bei dem er stirbt. Der Polizeipräfekt Peyrath hat bereits ein Auge auf Vautrin/Colin geworfen, so als ob er von der Doppelexistenz dieses ominösen Kaufmannes ahnen würde. Peyrath zieht Victorine in sein Vertrauen, und diese flößt Colin ein Betäubungsmittel ein. Als Peyrath das Sträflingszeichen auf dessen Brust erkennt, ist ihm alles klar. Colin wird wieder in Ketten gelegt, aber diesmal wartet auf ihn der Henker.
Zweiter Teil
Und wieder kann Colin dem Scharfrichter entkommen. Er flieht nach Spanien, tötet den Abt Herrero, der als spanischer Gesandter auf dem Weg nach Paris war, und übernimmt sowohl dessen Kleidung als auch Identität. Der junge Adelige Lucien, durch Leichtsinn in eine Notlage geraten, aus der ihm der entflohene Verbrecher heraushilft, wird Colins Privatsekretär. Wieder in Paris scheint Colin endlich dort angekommen, wo er schon immer hinwollte: in der haute volée. Auch Lucien genießt das Leben in der Oberschicht. Colin aber will den ganz großen Coup landen. Ihm gelingt es, die schöne Coralie, einst Braut eines hingerichteten Mitgefangenen, dahingehend zu manipulieren, dass sie den schwerreichen Baron Nucingen umgarnt, obwohl ihr eigentlich der hübsche Lucien sehr viel besser gefällt. 
Dennoch willigt sie in Colins Plan ein, den alten Adeligen nach allen Regeln der Kunst auszunehmen. Die scheinbar perfekte Tarnung Colins droht aufzufliegen, als der von ihm ermordete Abt Herrero vom spanischen Königshof zum Bischof ernannt werden soll. Ein Geistlicher erkennt Colins Betrug, da ihm Herrero durchaus bekannt ist. Colin/Herrero soll in der Kirche gerade zum Bischof geweiht werden, da dringt die Polizei in die heiligen Hallen ein. Colin sucht sein Heil in der Flucht auf das Kirchendach. Die von unten auf ihn schießenden Polizisten treffen den Flüchtigen, der in die Tiefe fällt. Colins im Bischofsornat gekleideter, lebloser Körper bleibt blutend auf einem Wasserspeier liegen.

## Produktionsnotizen
Gedreht wurde Der Galeerensträfling im Sommer 1919. Die Uraufführung des ersten Teils erfolgte am 17. Oktober 1919 im Berliner U. T. Kurfürstendamm, die des zweiten im darauf folgenden Monat an selber Stelle. Beide Teile besaßen jeweils eine Länge von fünf Akten und eine Gesamtspieldauer von knapp zweieinviertel Stunden. Ein Jugendverbot wurde ausgesprochen.
Gedreht wurde im Ufa-Union-Atelier in Berlin-Tempelhof. Die umfangreichen Filmbauten entwarf Ernst Lubitschs langjähriger Filmarchitekt Kurt Richter.

## Kritiken
In der Lichtbild-Bühne war zu lesen: „"Der Galeerensträfling", von Wegener selbst einem Balzacschen Roman nachgebildet, fesselt zu Anfang, durch packende Bilder von starker Realistik und bringt sehr originelle Ausschnitte aus dem Leben der Galeerensträflinge, deren Haupt und König Colin, genannt "Betrüdentod", also Wegener ist. Sein herkulischer Körper, sein von inneren Wettern durchzucktes Gesicht, prädestinieren ihn zu dieser Rolle eines genialen Verbrechers. Weniger wohl schien sich Ernst Deutsch als sein Mitsträfling und Schützling in seiner Haut zu fühlen. Der visionäre Blick, die schmale zarte Gestalt dieses Künstlers passen schlecht das Format solcher Existenz. Nach dem vielversprechenden Anfang verflacht der Film jedoch insofern, als er mit Colins Flucht und seiner Einquartierung unter falschem Namen in einer gutbürgerlichen Pension zu einem gewöhnlichen Gesellschaftsfilm wird mit den üblichen Verwicklungen und Unwahrscheinlichkeiten. (…) Paul Wegener, der, wie seine bisherigen Films beweisen, ein so feines Gefühl für die spezifischen Möglichkeiten des Films hat, hat sich hier von einem wenig filmwirksamen Stoff verführen lassen, weil die Rolle mit den vielerlei Verkleidungen vielleicht den Komödianten in ihm lockte. Aber der Reiz bleibt äußerlich, und das Elementare, das Tierhaft-Gewaltige seiner Natur, das in Märchen- und Phantasiefilms so wundervoll herauskommt, muß er ums hier schuldig bleiben. Ein im Fesseln geschmiedeter Titan: zu Anfang in die eisernen des Sträflings, später in die der Konvention.“
Im Film-Kurier heißt es: „Nach Motiven Balzac"scher Romane hat Paul Wegener einen "phantastischen Film aus der Verbrecherwelt" verfaßt, die Geschichte zweier Galeerensträflinge, die aus ihrem schwimmenden Gefängnis fliehen und sobald sie in Freiheit sind, ihr früheres Verbrecherleben wieder aufnehmen. Man muß sagen, daß in der ganzen Art der Erzählung und der darin gewählten Gestalten etwas an Balzacs Erzählungsart erinnert. Arme adlige schöne Mädchen, Testamente, der arme Student in Paris, die Oper, der Polizeipräfekt, das Duell im Wäldchen, der Pensionstisch und eine durchgehende epische, fast gemütlich-beschauliche Art zu erzählen, geben diesem Film eine eigene Note. Wenn man dem Wesen des Film, mehr nach der epischen Seite hin Zugeständnisse macht und ihn gefilmten Roman sein läßt, so erfüllt dieser Film alle Ansprüche. (…) Die Aufnahmen von den Galeerensträflingen sind von seltener Wucht und Schönheit. Die Regie von Rochus Gliese gab schöne Bilder und wahrte einen einheitlichen Stil. (…) Die Hauptrolle spielte Paul Wegener. Schon äußerlich wie kein anderer für diese Rolle geschaffen, gab eine Figur brutal-verbrecherisch, den Typ eines alten Sträflings, der trotz aller Rücksichtslosigkeit ein weiches Herz für seinen Kameraden im Elend hat. Paul Wegeners Filmkunst sind große starke Gesten und ein Gesicht, dem er den mannigfaltigsten Ausdruck zu geben weiß. Den anderen Galeerensträfling spielte Ernst Deutsch, routiniert und für die Rolle geeignet, Lyda Salmonova mit zarten Bewegungen und wunderbarem Décolleté gab eine Balzacsche Frauenfigur.“